# Mark Fuller
Mark Albert Fuller (ur. 25 marca 1961 w Roseville) – amerykański zapaśnik w stylu klasycznym. Trzy razy występował na Igrzyskach Olimpijskich, (Los Angeles 1984, Seul 1988, Barcelona 1992), ale za każdym razem odpadał w eliminacjach. W 1980 roku był członkiem ekipy olimpijskiej, która nie pojechała na igrzyska z powodu ich bojkotu.
Zajął dziewiąte miejsce na mistrzostwach świata w 1989; dziesiąte w 1991; odpadł w eliminacjach w 1981; 1983 i 1985.
Zwycięzca Igrzysk Panamerykańskich z 1991 roku, srebrny medalista z 1983 roku. Dwukrotny medalista Mistrzostw Panamerykańskich. Trzecie miejsce w Pucharze Świata w 1980 i 1991 roku.